# San Lorenzo del Cardezar
San Lorenzo del Cardezar, del Cardessar o del Cardasar (oficialmente en catalán: Sant Llorenç des Cardassar) es un municipio y localidad española de la comunidad autónoma de las Islas Baleares. El término municipal, ubicado en la isla de Mallorca, tiene una población de 9331 habitantes (INE 2024) e incluye los núcleos de San Lorenzo —capital municipal—, sa Coma, Son Carrió, Son Moro, s'Illot y Son Moro Bonavista.

## Geografía
Situado en la parte nororiental de Mallorca, se encuentra a orillas del mar Mediterráneo. Este municipio limita con los de Manacor, Petra, Artá y Son Servera. El municipio lorenzano es una de las cinco entidades que componen la comarca tradicional del Levante, y comprende los núcleos de población de San Lorenzo —capital municipal—, sa Coma, Son Carrió, Son Moro, s'Illot y Son Moro Bonavista.
El punto más alto del término lo presenta el pico del Padre (o Puig des Pare) con 487 m, el segundo es la montaña de Calicant (476 m) que conforma una cordillera junto con el Puig d'en Tart, cerro de sa Moixeta, Puig de ses Rebanadas, y la montaña y colina de Sos Llull. Tiene una superficie de 82,1 km², siendo el 15.º más extenso de la isla.
La mayor parte del territorio municipal está conformado por terrenos plegados que pertenecen a las sierras de Llevant formados por calizas, dolomías, márgenes y margocalcáreas que tienen una antigüedad unos 230 hasta los 15 millones de años y se dispusieron en su actual configuración durante la orogenia alpina cuando surgen las islas Baleares. La otra parte del término municipal, principalmente la parte litoral, está configurado por materiales calcareníticos dispuestos horizontalmente que datan de hace unos 8 millones de años y están constituidos por restos de antiguas formaciones coralinas, manglares y lagunas. Todo ello está matizado por los efectos de la erosión de las lluvias y el viento y los procesos de sedimentación que han cubierto con materiales modernos parte del término municipal. Dentro de los sectores juntos de las sierras alternan los materiales margosos, mucho menos consistentes, conocidos como «blanco».
El término municipal está dentro de la 	cuenca del torrente de ca n'Amer (de los 76 km² de la cuenca de este torrente, 58,4 km² pertenecen al municipio). El paisaje se puede englobar en tres tipos diferenciados, los pertenecientes a la sierra de Levante, las llanuras y valles de la parte baja y el litoral.

## Historia
Inicialmente, en el momento de la conquista de Mallorca, el término recibió el nombre de Bellver, que era la denominación de una de las alquerías que comprendía, y que correspondió al conde de Rosellón Nuño Sánchez, actualmente, dicha posesión se encuentra dentro del término municipal de Manacor. Allí se erigió una parroquia, que fue dedicada a Santa María, que el papa Inocencio IV nombra en la bula de 1248. En torno a dicha parroquia fue desarrollandose la villa, que fue una de las que fundó Jaime II de Mallorca, levantada en las tierras de la familia Pardines, y que tomó el nombre de Santa María de Bellver. Sin embargo, en el siglo XIV la villa no había logrado consolidarse y tanto el término como la parroquia fueron anexadas a Manacor.
En la iglesia de Santa María había un altar dedicado a San Lorenzo, que aparece ya documentado en 1282; con el tiempo, la devoción por San Lorenzo debió crecer y acabó por sustituir la titularidad de Santa María; así, en 1349 la villa ya aparece documentada con el nombre de San Lorenzo de Bellver. El apelativo de del Cardassar aparece documentado por primera vez en 1519, la variante des Cardassar no aparece en los registros oficiales hasta el xx.
En enero de 1816 una Real Orden le otorgó la categoría de villa y en 1820 se constituyó el ayuntamiento, pero con la restauración del absolutismo, en 1823 fue nuevamente suprimido. De nuevo, el 3 de julio de 1892, el municipio se independiza de Manacor. y constituye ayuntamiento propio siendo elegido alcalde Bartolomé Umbert Cabrer. En 1913 erigió en parroquia propia.
Hasta la reforma de la nomenclatura municipal de 1916 el municipio se llamaba simplemente San Lorenzo. En dicha fecha su nombre fue modificado por el de  San Lorenzo de Descardazar.
San Lorenzo del Cardezar fue el escenario de una fuerte riada la noche del 9 de octubre de 2018 en la que fallecieron 13 personas, 4 de ellas en el término municipal. La última víctima registrada, Arthur, de seis años de edad, no se encontró hasta seis días después de la catástrofe. Tras caer un total de 220 litros por metro cuadrado en apenas unas horas, un torrente que atraviesa la localidad se desbordó, llevándose a su paso multitud de vehículos y anegando viviendas y negocios. Se movilizaron unas 400 personas del Ejército español, Guardia Civil, bomberos, policías locales y de Protección Civil para auxiliar a personas atrapadas y localizar a los desaparecidos. Más de 200 personas fueron desalojadas y se habilitaron numerosos polideportivos para los afectados. Incluso el famoso tenista mallorquín Rafael Nadal ofreció las instalaciones de su centro deportivo en Manacor para «todos los afectados que necesitasen alojamiento».

## Demografía
San Lorenzo de Cardezar cuenta con una población de 9331 habitantes (INE 2024).
| Gráfica de evolución demográfica de San Lorenzo de Cardezar entre 1897 y 2021 |
| |
| Población de derecho según los censos de población del INE Población de hecho según los censos de población del INEEn estos censos se denominaba San Lorenzo de Descardazar: 1900, 1910, 1920, 1930, 1940 y 1950 En estos censos se denominaba San Lorenzo del Cardessar: 1960, 1970 y 1981 Entre el censo de 1897 y el anterior, aparece este municipio porque se segrega del municipio Manacor |

## Monumentos y lugares de interés

### Iglesia de San Lorenzo

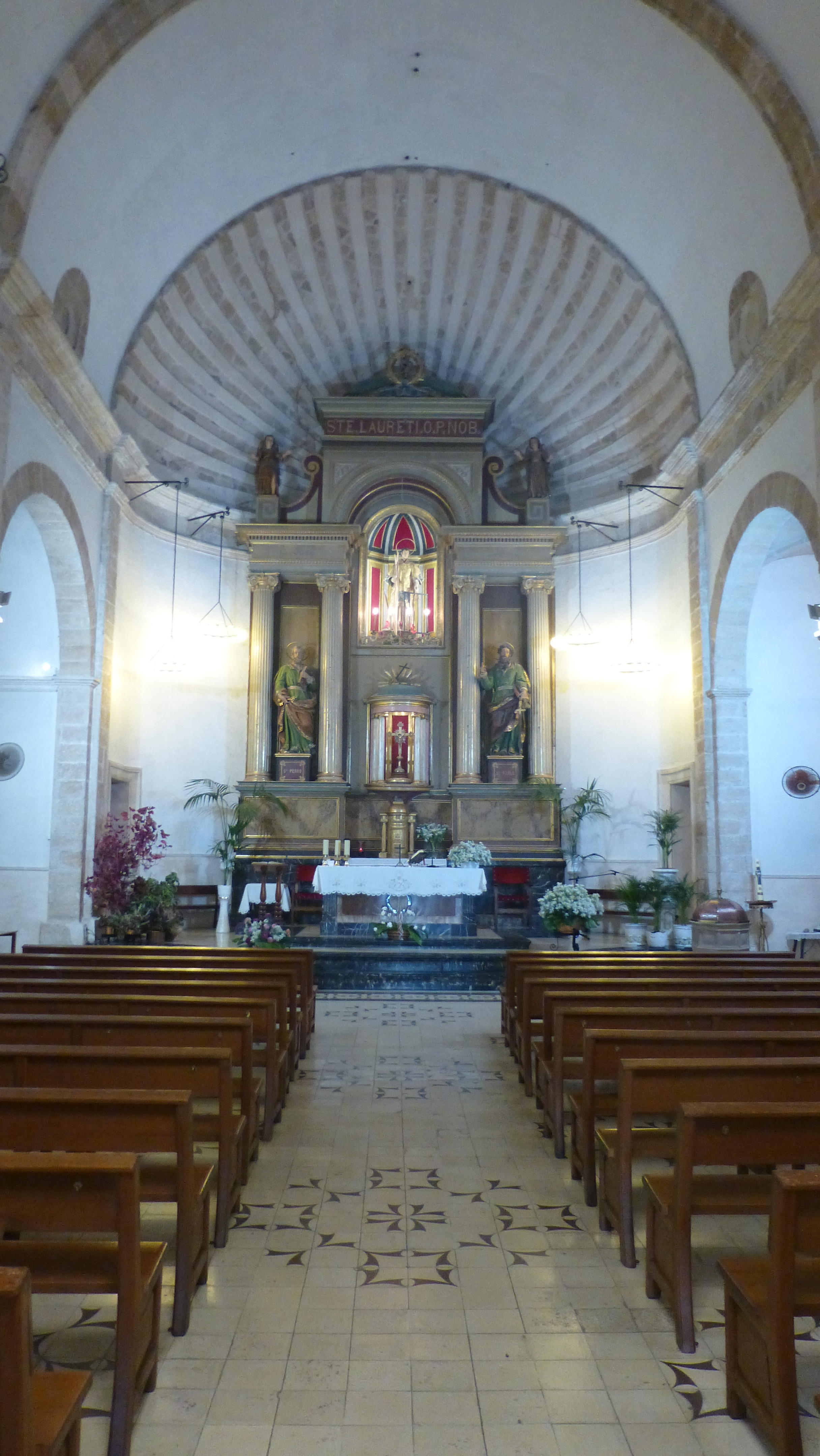
La nave y el altar mayor de la iglesia de San Lorenzo

La iglesia parroquial de San Lorenzo aparece por primera vez documentada con el nombre de Santa María de Bellver en la bula del papa Inocencio IV de 1248, y tiene licencia real desde el año 1360. 
Exterior
La fachada principal data del siglo XIX y está realizada en estilo neoclásico. Está dividida en tres cuerpos siendo el central el que está ornamentado y repartido en tres cuerpos, en el primero se abre la puerta de acceso sobre la que se levanta un dintel coronado por un frontón mixtilíneo en el que figura, a modo de escudo de armas, una parrilla significando el martirio del santo de advocación (San Lorenzo fue martirizado y muerto asándolo en una parrilla). El frontón esta flanqueado por dos pirámides con cuerpo esférico que contienen un sendos medallones elípticos con la fecha de construcción de la fachada, 1845. Sobre el conjunto se abre una pequeña ventana ovalada. Sobre este primer cuerpo se conforma un segundo espacio dominado por un gran rosetón con alféizar y sobre él se ubica el tercer cuerpo que corona el conjunto con una arcada de cinco arcos de medio punto flanqueado por un testero escalonado. La torre, que queda desplazada a un segundo término respecto a al fachada, se sitúa en el lado izquierdo. Es de sección cuadrada alzándose sobre la iglesia y cubriéndose con una coronación piramidal, bajo la que se ubican las campanas y el reloj. 
En la plaza, frente a la iglesia, se ha realizado un empedrado en el que se representa la parrilla de San Lorenzo y en el jardín lateral hay restos de una cruz de término. Colindante a la iglesia se halla la rectoría que data de 1916, un edificio de tres plantas en el que destaca un formidable alero y un reloj de sol y estación número once del antiguo viacrucis.
Interior
El templo es del tipo basilical de nave única con cabecera semicircular y seis capillas. La nave, que se cubre con una bóveda de cañón, tiene una longitud de 31 metros y una anchura de 8,5 metros, a los pies de la nave se sitúa el coro sobre la entrada principal. El presbiterio se cubre de forma absidal con esferas de concha. A los lados de la nave se abren las capillas con arcos de medio punto que descansan en pilastras estriadas y son tangentes a una cornisa que recorre todo el perímetro de la nave. Las capillas se cubren también en bóveda de cañón a excepción de la de la Mare de Déu Trobada que tiene una cúpula semiesférica con linterna.
El retablo del altar mayor es neoclásico con algunos restos de barroco. Es de tres secciones conformadas mediante cuatro grandes columnas de orden jónico, en el lado izquierdo está al imagen de San Pedro y en el derecho la de San Pablo. En el cuerpo central, dividido en dos calles, se ha dispuesto de un expositor en la primera y de la imagen de San Lorenzo portando la palma del martirio en la segunda. Todo ello sobre un gran zócalo. En la reforma que se realizó en el siglo XIX se eliminó en anterior retablo mayor del que se conservan tres pinturas realizadas por Miquel Ponst Cantallops.
En el lado de la epístola (la parte derecha mirando al altar mayor) se abren las capillas de; la Trinidad, donde se halla la pila bautismal; la de San Francisco, San José y la Inmaculada, que tiene un retablo de estilo neogótico y la de San Sebastián en la que está también la entrada conocida popularmente como «de los hombres». En la parte del evangelio (la parte izquierda mirando al altar mayor) se encuentran la capilla de la Mare de Deus de Bellver, una interesante imagen gótica hecha en piedra de Santañí y atribuida a Juan de Valenciennes y que estuvo policromada, la pieza está datada a finale del siglo XIV. De esta capilla se accede al coro. La segunda capilla está dedicada a la Mare de Deus del Carmen y desde ella se sube al campanario. La tercera capilla, llamada también capilla honda, está dedicada a la Mare de Deus de Trobada, tienen planta en cruz latina y se cubre con una cúpula semiesférica con linterna, se reformó en 1928 bajo proyecto del arquitecto Guillem Fortesa. El retablo es barroco y la imagen central es una talla románica de la Mare de Deus de Trobada hecha en madera policromada y datada en el siglo XIII. La figura muestra a la virgen cogiendo al niño con su mano izquierda y con una piedra a la derecha. Una leyenda dice que la imagen fue hallada entre de cardos en un campo de Son Vives por un pastor que lanzó una piedra que la virgen cogió, y es la que tiene en la mano. La cuarta capilla está dedicada a San Antonio, la quinta al Santo Cristo y la sexta a al Sagrado Corazón.
En el lado de la epístola, accediendo desde el coro, se encuentra un pequeño museo donde se muestran objetos e imágenes religiosas así como ex-votos de la Virgen y piezas que fueron retiradas tras la reforma del siglo XIX.

## Administración y política
| Partido político                                                      | 2023  | 2023  | 2023       | 2019  | 2019  | 2019       | 2015  | 2015  | 2015       | 2011  | 2011  | 2011       | 2007  | 2007  | 2007       |
| Partido político                                                      | %     | Votos | Concejales | %     | Votos | Concejales | %     | Votos | Concejales | %     | Votos | Concejales | %     | Votos | Concejales |
| Partido Popular (PP)                                                  | 28,60 | 1012  | 4          | 16,77 | 540   | 2          | 19,50 | 617   | 3          | 36,04 | 1150  | 5          | 22,69 | 732   | 4          |
| Partit Socialista de les Illes Balears (PSIB-PSOE)                    | 27,27 | 965   | 4          | 30,15 | 971   | 4          | 15,30 | 484   | 2          | 13,19 | 421   | 2          | 13,98 | 451   | 2          |
| Proposta per les Illes (PI)                                           | 16,16 | 572   | 2          | 7,45  | 240   | 1          | 10,81 | 342   | 1          | —     | —     | —          | —     | —     | —          |
| Més (PSM-IV-EN-APIB)                                                  | 5,99  | 212   | 1          | 6,77  | 218   | 1          | 8,00  | 253   | 1          | 7,80  | 249   | 1          | 7,84  | 253   | 1          |
| Unió Independent Carrionera (UICa)                                    | 11,24 | 398   | 1          | —     | —     | —          | —     | —     | —          | —     | —     | —          | —     | —     | —          |
| Per Balears (PERxB)                                                   | 6,89  | 244   | 1          | —     | —     | —          | —     | —     | —          | —     | —     | —          | —     | —     | —          |
| Podem-Esquerra Unida de les Illes Balears (EUIB)                      | 1,95  | 69    | 0          | —     | —     | —          | —     | —     | —          | —     | —     | —          | 4,15  | 134   | 0          |
| Grup Independent de Son Carrió (GISCa)                                | —     | —     | —          | 33,10 | 1066  | 5          | 36,73 | 1162  | 6          | 27,61 | 881   | 4          | 26,91 | 868   | 4          |
| Junts per Sant Llorenç-Acord Municipal (AM)                           | —     | —     | —          | 3,75  | 121   | 0          | —     | —     | —          | —     | —     | —          | —     | —     | —          |
| Esquerra Republicana de les Illes Balears (ERIB)-Acord Municipal (AM) | —     | —     | —          | —     | —     | —          | 5,94  | 188   | 0          | —     | —     | —          | —     | —     | —          |
| Agrupació Independent (AGIN)                                          | —     | —     | —          | —     | —     | —          | —     | —     | —          | 7,96  | 254   | 1          | 7,72  | 249   | 1          |
| Convergència per les Illes (CxI)                                      | —     | —     | —          | —     | —     | —          | —     | —     | —          | 4,58  | 146   | 0          | —     | —     | —          |
| Unió Mallorquina (UM)                                                 | —     | —     | —          | —     | —     | —          | —     | —     | —          | —     | —     | —          | 9,24  | 298   | 1          |
| Unió de Convergències (UC)                                            | —     | —     | —          | —     | —     | —          | —     | —     | —          | —     | —     | —          | 5,42  | 175   | 0          |